# Click and boat
A Click and Boat (também conhecida como Click&Boat) é uma empresa sediada em Paris que oferece uma plataforma de aluguel de barcos, permitindo aos proprietários de barcos, particulares e profissionais, alugar seus barcos à viajantes e outros entusiastas da navegação, tomando como base o modelo da economia compartilhada. A empresa foi fundada em setembro de 2013 pelos empresários franceses Edouard Gorioux e Jérémy Bismuth.
Em agosto de 2020, a plataforma contava com 35 mil barcos listados na Europa e ao redor do mundo, acessíveis a mais de 400 mil membros registrados. A plataforma está disponível em Inglês (EUA, Inglaterra e inglês corporativo internacional), Francês, Alemão, Espanhol, Italiano, Russo, Holandês, Grego, Polonês, Português e Sueco.

## História
Jérémy Bismuth e Edouard Gorioux, dois jovens empresários de Marselha e Bretanha, respectivamente, criaram a Click&Boat em setembro de 2013, lançando o site em dezembro do mesmo ano. A startup levantou €200.000 de investidores privados em abril de 2014.
Em junho de 2014, mais de 500 barcos na França e na Europa estavam disponíveis na plataforma. A empresa oferece uma ampla gama de barcos, desde lanchas até casas flutuantes (barcaças). Em dezembro de 2014, um ano após o lançamento da plataforma, a Click and Boat lançou seu primeiro aplicativo móvel.  
Entre julho de 2014 e julho de 2015, a empresa cresceu 1.000%, enquanto em setembro de 2015, os proprietários de barcos que listaram seus barcos na plataforma haviam ganhado 2 milhões de euros.
Em novembro de 2016, a empresa comprou sua concorrente francesa Sailsharing e estabeleceu-se como líder do aluguel de barcos particular na França, aumentando sua lista de barcos em 30%.
No mesmo mês, a startup anunciou uma rodada de financiamento de 1 milhão de euros levantada do Fundo OLMA para acelerar seu desenvolvimento internacional, elevando o valor total do capital levantado desde seu lançamento para € 1,7 milhões.  A empresa lançou sua página americana em fevereiro de 2017, levando as reservas feitas nesse ano  a €15 milhões.
Em novembro de 2017, a Click and Boat anunciou a abertura da plataforma para empresas profissionais de fretamento de barcos, com uma meta de 30.000 barcos listados em 50 países até o final de 2018.
Dois meses depois, em janeiro de 2018, o marinheiro francês François Gabart ingressou na empresa como acionista e embaixador oficial, listando seu próprio barco na plataforma.
Em junho de 2018, a Click&Boat levantou 4 milhões de euros de investidores anteriores para aumentar ainda mais a sua presença internacional. O co-fundador da empresa, Edouard Gorioux, disse à CNN: "Nosso objetivo é nos tornarmos líderes internacionais, ser para barcos o que a Airbnb é para apartamentos".
A empresa abriu um escritório em Marselha em março de 2019, contratando 50 novos funcionários.
Em agosto de 2019, a plataforma ofereceu mais de 30.000 barcos em mais de 50 países em todo o mundo.
Em 2020, a Click&Boat estreou no Brasil e em Portugal, com uma plataforma online e aplicativo 100% adaptados para a língua portuguesa.[carece de fontes?]
Também em 2020, a Click&Boat consolidou a aquisição de sua concorrente espanhola Nautal, uma grande força nos mercados espanhol, brasileiro, holandês etc, e passou a contar com um novo escritório em Barcelona, onde a equipe Nautal segue trabalhando.
Com a junção dessas duas grandes marcas, a Click&Boat agora conta com 45 mil barcos em 600 portos ao redor do mundo.

## Modelo de Negócios
A Click&Boat conecta proprietários de barcos particulares e profissionais com entusiastas da navegação. Os primeiros podem, assim, lucrar com seus barcos, já que a manutenção destes tende a ser cara, em especial porque barcos saem da marina apenas 10 dias por ano, em média.
O aluguel de um barco através de um proprietário particular pode ser até três vezes mais barato do que através de uma empresa de viagens profissional.
O modelo de negócios da empresa baseia-se em duas tendências simultâneas: o consumo colaborativo ou a economia compartilhada, onde o uso do barco como serviço é preferido em relação à propriedade, e o aumento do turismo online através de sites de viagens.
A CNN se referiu à empresa como "a Airbnb dos Mares", enquanto o The Times a chamou de "o Uber do mundo dos barcos". Desde 2015, a empresa tem tido lucro, dobrando seu volume de negócios anualmente.

## Operação
Os proprietários podem escolher alugar seus barcos com ou sem capitão, ou com co-navegação. Na maioria dos destinos, o seguro diário cobrindo todos os riscos é garantido pela parceria da empresa com a Allianz.

## Prêmios
Em 2016, a startup foi incluída no ranking FW500 da Frenchweb, que lista as 500 maiores empresas digitais francesas. O jornal francês L´Express listou a Click&Boat como uma de suas 200 melhores startups no mesmo ano.